# محارب قديم
المحارب القديم هو اسم يطلق على الشخص الذي شارك في حملات عسكرية أو حروب مع دولته بصفة رسمية. تعطي الدول بعض الامتيازات والأوسمة لهؤلاء المحاربين القدامى نظرا للتضحيات التي قامو بها من أجل وطنهم.